# Thioether
| Thioether                                                                 |
| ------------------------------------------------------------------------- |
| Allgemeine Struktur der Thioether.                                        |
| R1 und R2 sind Organylgruppen. Die funktionelle Gruppe ist blau markiert. |

Thioether (nach aktueller Nomenklatur Sulfane genannt) sind organische, schwefelhaltige Verbindungen, die einer Stoffgruppe mit der allgemeinen Struktur R1–S–R2, zugeordnet werden, wobei R1 und R2 organische Reste sind. Sulfane sind die Schwefelanaloga der Ether und können als Derivate des Schwefelwasserstoffs betrachtet werden. Man unterscheidet symmetrische Thioether (R1–S–R1) und unsymmetrische Thioether (R1–S–R2), je nachdem, ob gleiche oder verschiedenartige Substituenten (Alkyl- oder Aryl-Gruppierungen) am Schwefel-Atom gebunden sind. Die von Alkanen abgeleiteten Thioether sollten nicht als Dialkylsulfide bezeichnet werden, denn als Sulfide gelten in der Anorganischen Chemie salzartige, nicht kovalente Verbindungen. Trotzdem werden Verbindungen mit mehreren Schwefelatomen (n > 1) in Reihe, R1–Sn–R2, Di-, Tri- etc. Sulfide genannt, z. B. Disulfide R1–S–S–R2. In Dialkylsulfiden sind die beiden organischen Reste Alkylgruppen, in Diarylsulfiden sind es Arylgruppen und in Alkylarylsulfiden ist R1 eine Alkylgruppe und R2 eine Arylgruppe.

## Darstellung
Thioether lassen sich durch Umsetzung von Alkylhalogeniden mit (Alkali)thiolaten, durch Reduktion von Sulfoxiden oder Sulfonen oder durch zweifache Alkylierung von Schwefeldichlorid synthetisieren. Durch die Asinger-Reaktion lassen sich heterocyclische Sulfide mit einem Schwefelatom und einer reaktiven C=N-Doppelbindung im Ring darstellen.
Thioether entstehen häufig als Nebenprodukte bei der Herstellung von Thiolen. Die Alkylierung von Thiolen ist die am häufigsten angewandte Laboratoriumsmethode zur Herstellung unsymmetrischer Thioether. Dialkylsulfane werden bei der Reaktion von Alkylhalogeniden mit Schwefel und Magnesium bei 130–200° gewonnen. Alkyl-(1-cyan-alkyl)-sulfane werden durch Umsetzung von Methylbromid, Schwefel und entsprechendem Nitril in Dimethylsulfoxid durch Basenkatalyse erhalten. Auch Organometall-Verbindungen reagieren mit Schwefel unter Bildung der Thiolate, die mit Alkyl- oder Arylhalogeniden zu den entsprechenden Thioether umgesetzt werden können. Die Herstellung von Thioethern aus Alkylhalogeniden und Alkalimetallsulfiden verläuft entsprechend der Herstellung von Thiolen aus Alkanthiolen und Alkylmetallhydrogensulfid. Quartäre aliphatische Ammoniumsalze lassen sich durch Einwirkung von Alkalimetallsulfiden oder -hydrogensulfiden (über die Stufe der Thiolate) in Thioether und entsprechende tert-Amine umwandeln. Die Basen-katalysierte Addition von Schwefelwasserstoff an Alkene führt zu Thiolen, die mit überschüssigem Olefin Thioether liefern. Die Umsetzung von Dichlorsulfan bzw. -disulfan mit Benzol oder seinen Derivaten führt unter Zusatz einer Lewis-Säure als Katalysator zu den entsprechenden Diarylthioethern. Analog zu den aromatischen Aminen lassen sich auch aliphatische Amine über Diazonium-Salze mit Thiolen in die entsprechenden Thioether umwandeln.

## Eigenschaften

### Chemische Eigenschaften
Thioether bilden mit Halogenen, Halogenalkanen oder Metallsalzen salzartige Additionsverbindungen. Ihre Oxidationsprodukte sind Sulfoxide, R1–SO–R2, und Sulfone, R1–SO2–R2.

### Physikalische Eigenschaften
Flüchtige Thioether haben meist einen sehr unangenehmen Geruch. Der einfachste Vertreter dieser Verbindungsklasse ist das leicht flüchtige Dimethylsulfid (Siedepunkt 37 °C). Sie sind in Wasser meist unlöslich.

## Vorkommen
Die proteinogene Aminosäure Methionin ist ein Thioether. Das Dimer der Aminosäure Cystein, Cystin, enthält eine Disulfidbrücke. Diese Brücken sind wichtig für die Ausbildung der Sekundär- und Tertiärstrukturen von Proteinen, z. B. im Keratin.
Dimethylsulfid entsteht z. B. bei der Zersetzung schwefelhaltiger Eiweiße und ist Mitverursacher des dabei auftretenden Geruchs. Der widerliche Gestank der Stinkmorchel, Phallus impudicus, wird im Wesentlichen durch Dimethyldi- und -trisulfid verursacht. Diese sind auch wichtig für Geruch und Geschmack verschiedener Trüffel, insbesondere der Weißen Trüffel, Tuber magnatum. Deren sensorisch wichtigste Komponente Bis(methylthio)methan, CH2(SCH3)2, kann ebenfalls als Thioether bezeichnet werden, ist aber eher als Thioacetal des Formaldehyds aufzufassen.
Der chemische Kampfstoff Senfgas, Bis(2-chlorethyl)sulfid, ist ebenfalls ein Thioether.